# Кабаксола
 Кабаксола  — деревня в Моркинском районе Республики Марий Эл. Входит в состав Себеусадского сельского поселения.

## География
Находится в юго-восточной части республики Марий Эл на расстоянии приблизительно 11 км по прямой на запад-северо-запад от районного центра посёлка Морки.

## История
Известна с 1795 года как деревня из 12 дворов, названа по наличию придорожного кабака. В 1877 году здесь отмечено 13 дворов, в 1915 году 19. В советское время работали колхоз «Коммунизм верч» и артель «Охотник».

## Население
Население составляло 29 человек (мари 100 %) в 2002 году, 25 в 2010.